# Carmela Silva

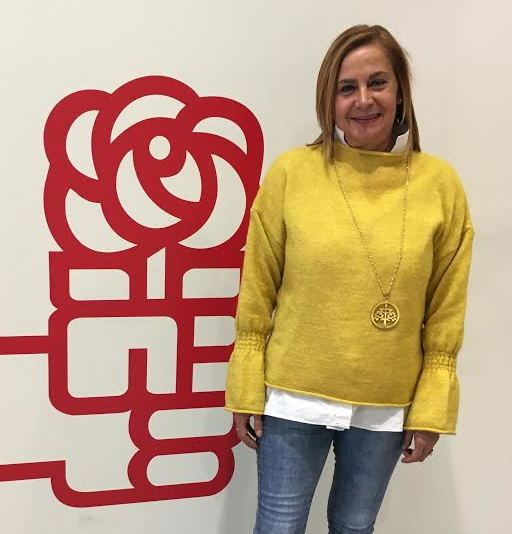
Carmela Silva 2017

María del Carmen Silva Rego, detta Carmela (Vigo, 26 novembre 1960), è una politica spagnola.

## Biografia
Militante nel PSOE, nelle elezioni del 2000 venne eletta al Congresso dei deputati per la provincia di Pontevedra (Galizia).
Nel elezioni del 2008 venne eletta al Senato spagnolo e divenne portavoce del PSOE nella camera alta. 
Durante l'ultima parte del governo del socialista José Luis Rodríguez Zapatero fu segretaria della ministra dell'agricoltura del PSOE e galiziana Elena Espinosa, carica che mantenne fino all'aprile del 2008, nello stesso periodo nel 2007-2008 fu anche consigliera comunale non eletta del comune di Vigo, sua città natale.
Alle elezioni del 2011 si candidò al Congresso dei deputati e venne rieletta.

## Vita privata
Suo figlio Iago Falque è un calciatore professionista.